# 斯諾維多維奇 (羅夫諾州)
51°17′43″N 27°23′45″E / 51.29528°N 27.39583°E
斯諾維多維奇（烏克蘭語：Сновидовичі），是烏克蘭西北部的村莊，隸屬里夫內州的薩爾內區。該村始建於1545年，面積38.6平方公里，海拔高度172米，2001年人口1,005，人口密度每平方公里26人。